# Condado de Brown (Dakota do Sul)
O Condado de Brown (em inglês:  Brown County) é um dos 66 condados do estado americano da Dakota do Sul. A sede e maior cidade do condado é Aberdeen. Foi fundado em 6 de julho de 1881.
O condado possui uma área de 4 483 km², dos quais 4 437 km² estão cobertos por terra e 46 km² por água, uma população de 36 531 habitantes, e uma densidade populacional de 8,2 hab/km² (segundo o censo nacional de 2010). É o quarto condado mais populoso da Dakota do Sul.